# Chiesa di Santa Cristina a Chiani
La chiesa di Santa Cristina è una chiesa di Arezzo che si trova in località Chiani e dedicata a Santa Cristina di Bolsena.
Di origine altomedievale, la chiesa è documentata nel 1180 come possesso del monastero camaldolese di Badia Agnano. Nei secoli XIII e XIV dipendeva dalla pieve di Galognano. Rimodernato nei primi anni dell'Ottocento, l'edificio ad unica navata conserva una quattrocentesca Madonna col Bambino, scultura in terracotta attribuibile alla scuola di Bernardo Rossellino. Tracce dell'antica chiesa sono l'occhio della parete di fondo e un arco a tutto sesto, posto lungo la parete sinistra.